# Бельгия на летних Олимпийских играх 2012
Бельгия на летних Олимпийских играх 2012 была представлена в шести видах спорта.

## Награды
| Медаль  | Спортсмен       | Вид спорта     | Дисциплина               | Дата      |
| ------- | --------------- | -------------- | ------------------------ | --------- |
| Серебро | Лионель Кокс    | Стрельба       | Винтовка лежа, 50 метров | 3 августа |
| Бронза  | Шарлин ван Сник | Дзюдо          | Женщины, до 48 кг        | 28 июля   |
| Бронза  | Эви ван Аккер   | Парусный спорт | Лазер Радиал             | 6 августа |

## Результаты соревнований

### Академическая гребля
В следующий раунд из каждого заезда проходили несколько лучших экипажей (в зависимости от дисциплины). В утешительный заезд попадали спортсмены, выбывшие в предварительном раунде. В финал A выходили 6 сильнейших экипажей, остальные разыгрывали места в утешительных финалах B-F.
Мужчины
| Соревнование | Спортсмены | Предварительный заезд | Предварительный заезд | Предварительный заезд | Отборочный заезд | Отборочный заезд | Отборочный заезд | Четвертьфинал | Четвертьфинал | Четвертьфинал | Полуфинал     | Полуфинал     | Полуфинал     | Финал   | Финал   | Итоговое место |
| Соревнование | Спортсмены | Заезд                 | Время                 | Место                 | Заезд            | Время            | Место            | Заезд         | Время         | Место         | Заезд         | Время         | Место         | Время   | Место   | Итоговое место |
| ------------ | ---------- | --------------------- | --------------------- | --------------------- | ---------------- | ---------------- | ---------------- | ------------- | ------------- | ------------- | ------------- | ------------- | ------------- | ------- | ------- | -------------- |
| одиночки     | Тим Майенс | 1                     | 6:42,52 OB            | 1 Q                   | Не участвовал    | Не участвовал    | Не участвовал    | 1             | 6:56,65       | 2 Q           | Полуфинал A/B | Полуфинал A/B | Полуфинал A/B | Финал B | Финал B | 12             |
| одиночки     | Тим Майенс | 1                     | 6:42,52 OB            | 1 Q                   | Не участвовал    | Не участвовал    | Не участвовал    | 1             | 6:56,65       | 2 Q           | 2             | 7:39,78       | 6             | 7:27,51 | 6       | 12             |

### Бадминтон
Спортсменов — 2
Мужчины
| Соревнование     | Спортсмены  | Групповой этап                        | Групповой этап                  | 1/8 финала           | 1/4 финала           | 1/2 финала           | Финал                | Финал                |
| Соревнование     | Спортсмены  | 1 матч                                | 2 матч                          | 1/8 финала           | 1/4 финала           | 1/2 финала           | Финал                | Финал                |
| Соревнование     | Спортсмены  | Соперник Счёт                         | Соперник Счёт                   | Соперник Счёт        | Соперник Счёт        | Соперник Счёт        | Соперник Счёт        | Место                |
| ---------------- | ----------- | ------------------------------------- | ------------------------------- | -------------------- | -------------------- | -------------------- | -------------------- | -------------------- |
| Одиночный разряд | Тань Юйхань | Нгуен Тьен Минь П 21:17, 10:21, 14:21 | Парупалли Кашьяп П 14:21, 12:21 | Завершил выступление | Завершил выступление | Завершил выступление | Завершил выступление | Завершил выступление |

Женщины
| Соревнование     | Спортсмены  | Групповой этап             | Групповой этап               | 1/8 финала            | 1/4 финала            | 1/2 финала            | Финал                 | Финал                 |
| Соревнование     | Спортсмены  | 1 матч                     | 2 матч                       | 1/8 финала            | 1/4 финала            | 1/2 финала            | Финал                 | Финал                 |
| Соревнование     | Спортсмены  | Соперник Счёт              | Соперник Счёт                | Соперник Счёт         | Соперник Счёт         | Соперник Счёт         | Соперник Счёт         | Место                 |
| ---------------- | ----------- | -------------------------- | ---------------------------- | --------------------- | --------------------- | --------------------- | --------------------- | --------------------- |
| Одиночный разряд | Тань Ляньни | Саина Нехвал П 4:21, 14:21 | Сабрина Жакет В 21:16, 21:16 | Завершила выступление | Завершила выступление | Завершила выступление | Завершила выступление | Завершила выступление |

### Велоспорт
Спортсменов — 16

#### Шоссейный велоспорт
Мужчины
| Соревнование     | Спортсмен        | Время    | Место |
| ---------------- | ---------------- | -------- | ----- |
| групповая гонка  | Филипп Жильбер   | 5:46.05  | 19    |
| групповая гонка  | Том Бонен        | 5:46.37  | 28    |
| групповая гонка  | Юрген Руландтс   | 5:46.05  | 7     |
| групповая гонка  | Грег ван Авермат | 5:46.37  | 92    |
| групповая гонка  | Стейн Ванденберг | 5:46.51  | 100   |
| раздельная гонка | Филипп Жильбер   | 54:39,98 | 17    |

Женщины
| Соревнование     | Спортсмен       | Время    | Место |
| ---------------- | --------------- | -------- | ----- |
| групповая гонка  | Лисбет де Вохт  | 3:35.56  | 9     |
| групповая гонка  | Маайке Полспол  | 3:36.01  | 29    |
| групповая гонка  | Людивин Хенрион | OTL      | OTL   |
| раздельная гонка | Лисбет де Вохт  | 42:08,28 | 23    |

#### Трековый велоспорт
Мужчины
Преследование
| Соревнование            | Спортсмены                                                 | Квалификация | Квалификация | Полуфинал             | Полуфинал             | Финал                 | Финал                 |
| Соревнование            | Спортсмены                                                 | Время        | Место        | Время                 | Место                 | Время                 | Место                 |
| ----------------------- | ---------------------------------------------------------- | ------------ | ------------ | --------------------- | --------------------- | --------------------- | --------------------- |
| командное преследование | Доминик Корну Кенни де Кетель Гейс ван Хуке Жонатан Дюфран | 4:04,053     | 9            | Завершили выступление | Завершили выступление | Завершили выступление | Завершили выступление |

Омниум
| Соревнование | Спортсмен     | Быстрый круг | Быстрый круг | Гонка по очкам | Гонка по очкам | Гонка на выбывание | Преследование | Преследование | Скрэтч | Гит      | Гит   | Всего | Место |
| Соревнование | Спортсмен     | Время        | Место        | Очки           | Место          | Место              | Время         | Место         | Место  | Время    | Место | Всего | Место |
| ------------ | ------------- | ------------ | ------------ | -------------- | -------------- | ------------------ | ------------- | ------------- | ------ | -------- | ----- | ----- | ----- |
| омниум       | Гейс ван Хуке | 13,633       | 13           | 23             | 9              | 18                 | 4:29,992      | 10            | 15     | 1:04,748 | 12    | 77    | 15    |

Женщины
| Соревнование | Спортсменка  | Быстрый круг | Быстрый круг | Гонка по очкам | Гонка по очкам | Гонка на выбывание | Преследование | Преследование | Скрэтч | Гит    | Гит   | Всего | Место |
| Соревнование | Спортсменка  | Время        | Место        | Очки           | Место          | Место              | Время         | Место         | Место  | Время  | Место | Всего | Место |
| ------------ | ------------ | ------------ | ------------ | -------------- | -------------- | ------------------ | ------------- | ------------- | ------ | ------ | ----- | ----- | ----- |
| омниум       | Жольен д’Хур | 14,594       | 10           | 25             | 5              | 6                  | 3:41,495      | 8             | 5      | 36,585 | 12    | 45    | 5     |

#### Маунтинбайк
Мужчины
| Соревнование | Спортсмен         | Время          | Место          |
| ------------ | ----------------- | -------------- | -------------- |
| маунтинбайк  | Кевин ван Хувельс | 1:33.01        | 19             |
| маунтинбайк  | Свен Нис          | Не финишировал | Не финишировал |

#### BMX
Мужчины
| Соревнование | Спортсмен  | Квалификация | Квалификация | Четвертьфинал | Четвертьфинал | Полуфинал            | Полуфинал            | Финал                | Финал                |
| Соревнование | Спортсмен  | Время        | Место        | Очки          | Место         | Очки                 | Место                | Время                | Место                |
| ------------ | ---------- | ------------ | ------------ | ------------- | ------------- | -------------------- | -------------------- | -------------------- | -------------------- |
| BMX          | Арно Дюбуа | 39,772       | 27           | 24            | 6             | Завершил выступление | Завершил выступление | Завершил выступление | Завершил выступление |

### Водные виды спорта

#### Плавание
Спортсменов — 13
В следующий раунд на каждой дистанции проходят лучшие спортсмены по времени, независимо от места занятого в своём заплыве.
Мужчины
| Соревнование          | Спортсмен                                                                    | Предварительные заплывы | Предварительные заплывы | Полуфиналы           | Полуфиналы           | Финал                | Финал                |
| Соревнование          | Спортсмен                                                                    | Результат               | Место                   | Результат            | Место                | Результат            | Место                |
| --------------------- | ---------------------------------------------------------------------------- | ----------------------- | ----------------------- | -------------------- | -------------------- | -------------------- | -------------------- |
| 50 м вольный стиль    | Яспер Арентс                                                                 | 22,43                   | 22                      | Завершил выступление | Завершил выступление | Завершил выступление | Завершил выступление |
| 100 м вольный стиль   | Питер Тиммерс                                                                | 48,54 NR                | 6                       | 48,57                | =12                  | Завершил выступление | Завершил выступление |
| 200 м вольный стиль   | Гленн Сюргелозе                                                              | 1:48,77                 | 25                      | Завершил выступление | Завершил выступление | Завершил выступление | Завершил выступление |
| 100 м баттерфляй      | Франсуа Хеерсбрандт                                                          | 52,22                   | =13                     | 52,71                | 16                   | Завершил выступление | Завершил выступление |
| 400 м комплекс        | Вард Боувенс                                                                 | 4:16,71 NR              | 16                      |                      |                      | Завершил выступление | Завершил выступление |
| 4×100 м вольный стиль | Яспер Арентс Дитер Деконинк Питер Тиммерс Эммануэль Ванлюкенне Йорис Гранжан | 3:13,89 NR              | 6                       |                      |                      | 3:14,40              | 8                    |
| 4×200 м вольный стиль | Луис Кронен Дитер Деконинк Гленн Сургелусс Питер Тиммерс Йорис Гранжан       | 7:14,44                 | 12                      |                      |                      | Завершил выступление | Завершил выступление |

Открытая вода
| Соревнование  | Спортсмены      | Результат | Отставание | Место |
| ------------- | --------------- | --------- | ---------- | ----- |
| 10 километров | Брайан Риккеман | 1:51:27,1 |            | 16    |

Женщины
| Соревнование       | Спортсмен      | Предварительные заплывы | Предварительные заплывы | Полуфиналы            | Полуфиналы            | Финал                 | Финал                 |
| Соревнование       | Спортсмен      | Результат               | Место                   | Результат             | Место                 | Результат             | Место                 |
| ------------------ | -------------- | ----------------------- | ----------------------- | --------------------- | --------------------- | --------------------- | --------------------- |
| 50 м вольный стиль | Жольен Сисманс | 25,60                   | 31                      | Завершила выступление | Завершила выступление | Завершила выступление | Завершила выступление |
| 100 м баттерфляй   | Кимберли Бёйс  | 58,79                   | 19                      | Завершила выступление | Завершила выступление | Завершила выступление | Завершила выступление |
| 100 м на спине     | Кимберли Бёйс  | 1:01,92                 | 29                      | Завершила выступление | Завершила выступление | Завершила выступление | Завершила выступление |
| 200 м брасс        | Фанни Леклёйс  | 2:27,30                 | 19                      | Завершила выступление | Завершила выступление | Завершила выступление | Завершила выступление |

### Гимнастика
Спортсменов — 2

#### Спортивная гимнастика
Мужчины
| Соревнование | Спортсмен      | Квалификация | Квалификация | Квалификация | Квалификация | Квалификация | Квалификация | Квалификация | Квалификация | Финал  | Финал  | Финал  | Финал  | Финал  | Финал  | Финал  | Финал |
| Соревнование | Спортсмен      | ВУ           | Конь         | Кольца       | ОП           | ПБ           | П            | Всего        | Место        | ВУ     | Конь   | Кольца | ОП     | ПБ     | П      | Всего  | Место |
| ------------ | -------------- | ------------ | ------------ | ------------ | ------------ | ------------ | ------------ | ------------ | ------------ | ------ | ------ | ------ | ------ | ------ | ------ | ------ | ----- |
| Многоборье   | Джимми Вербайс | 14.500       | 10.866       | 14.066       | 15.266       | 14.533       | 14.333       | 83.564       | 31 Q         | 13.933 | 14.033 | 14.000 | 15.266 | 14.833 | 13.166 | 85.231 | 21    |

Женщины
| Соревнование | Спортсмен | Квалификация | Квалификация | Квалификация | Квалификация | Квалификация | Квалификация | Финал                 | Финал                 | Финал                 | Финал                 | Финал                 | Финал                 |
| Соревнование | Спортсмен | ВУ           | ОП           | РБ           | Б            | Всего        | Место        | ВУ                    | ОП                    | РБ                    | Б                     | Всего                 | Место                 |
| ------------ | --------- | ------------ | ------------ | ------------ | ------------ | ------------ | ------------ | --------------------- | --------------------- | --------------------- | --------------------- | --------------------- | --------------------- |
| Многоборье   | Гаэль Мюс | 13.533       | 13.266       | 13.733       | 13.166       | 53.698       | 31           | Завершила выступление | Завершила выступление | Завершила выступление | Завершила выступление | Завершила выступление | Завершила выступление |

### Гребля на байдарках и каноэ
Спортсменов — 4

#### Гребля на гладкой воде
Мужчины
| Соревнование | Спортсмены                         | Квалификация | Квалификация | Полуфинал  | Полуфинал  | Финал    | Финал |
| Соревнование | Спортсмены                         | Время        | Место        | Время      | Место      | Время    | Место |
| ------------ | ---------------------------------- | ------------ | ------------ | ---------- | ---------- | -------- | ----- |
| Б-1, 200 м   | Максим Ришар                       | 36,125       | 5            | 37,029     | 7 FB       | 38,435   | 13    |
| Б-2, 200 м   | Оливье Коувенберг Лоуренс Паннекук | 35,297       | 7 FB         | Пропускали | Пропускали | 36,336   | 12    |
| Б-2, 1000 м  | Оливье Коувенберг Лоуренс Паннекук | 3:24,304     | 4            | 3:15,655   | 5 FB       | 3:13,298 | 10    |

#### Гребной слалом
Мужчины
| Соревнование | Спортсмен  | Предварительный этап | Предварительный этап | Предварительный этап | Полуфинал | Полуфинал | Финал                | Финал                |
| Соревнование | Спортсмен  | 1 попытка            | 2 попытка            | Место                | Время     | Место     | Время                | Место                |
| ------------ | ---------- | -------------------- | -------------------- | -------------------- | --------- | --------- | -------------------- | -------------------- |
| Б-1          | Матьё Доби | 92,74                | 87,92                | 4                    | 102,58    | 11        | Завершил выступление | Завершил выступление |

### Дзюдо
Спортсменов — 5
Мужчины
| Соревнование | Спортсмен         | 1-й раунд     | 2-й раунд                     | 3-й раунд                  | Четвертьфинал        | Полуфинал            | Утешительный поединок | Финал                | Финал                |
| Соревнование | Спортсмен         | Соперник Счёт | Соперник Счёт                 | Соперник Счёт              | Соперник Счёт        | Соперник Счёт        | Соперник Счёт         | Соперник Счёт        | Место                |
| ------------ | ----------------- | ------------- | ----------------------------- | -------------------------- | -------------------- | -------------------- | --------------------- | -------------------- | -------------------- |
| до 73 кг     | Дирк ван Тихельт  | Пропускал     | Махер Абу Ремелех В 0100:0000 | Ник Дельпополо П 0000:0001 | Завершил выступление | Завершил выступление | Завершил выступление  | Завершил выступление | Завершил выступление |
| до 81 кг     | Жоаким Боттью     | Пропускал     | Омар Симмондс В 1100:0001     | Иван Нифонтов П 0000:0010  | Завершил выступление | Завершил выступление | Завершил выступление  | Завершил выступление | Завершил выступление |
| до 100 кг    | Элко ван дер Гист |               | Тагир Хайбулаев П 0100:0000   | Завершил выступление       | Завершил выступление | Завершил выступление | Завершил выступление  | Завершил выступление | Завершил выступление |

Женщины
| Соревнование | Спортсмен       | 1-й раунд     | 2-й раунд               | Четвертьфинал                   | Полуфинал                | Утешительный поединок | Финал                       | Финал  |
| Соревнование | Спортсмен       | Соперник Счёт | Соперник Счёт           | Соперник Счёт                   | Соперник Счёт            | Соперник Счёт         | Соперник Счёт               | Место  |
| ------------ | --------------- | ------------- | ----------------------- | ------------------------------- | ------------------------ | --------------------- | --------------------------- | ------ |
| до 48 кг     | Шарлин ван Сник | Пропускала    | Чун Чжун Ён В 1000:0000 | Ева Черновицки В 1001:0000      | Сара Менезеш П 0000:0001 | Пропускала            | Паула Парето В 0011:0002    | Бронза |
| до 52 кг     | Ильзе Хейлен    | Пропускала    | Андреа Кицу В 0010:0000 | Кристианн Легентиль В 0020:0002 | Янет Бермой П 0002:0011  | Пропускала            | Присцилла Гнето П 0001:1001 | 5      |

### Конный спорт
Спортсменов — 10

#### Выездка
| Соревнование | Спортсмен                    | Гран-при  | Гран-при | Специальный гран-при | Специальный гран-при | Фристайл              | Фристайл              | Всего                 | Всего                 |
| Соревнование | Спортсмен                    | Результат | Место    | Результат            | Место                | Техника               | Артистизм             | Результат             | Место                 |
| ------------ | ---------------------------- | --------- | -------- | -------------------- | -------------------- | --------------------- | --------------------- | --------------------- | --------------------- |
| Индивид.     | Клаудия Фассерт на Donnerfee | 71.793    | 21       | 70.095               | 27                   | Завершила выступление | Завершила выступление | Завершила выступление | Завершила выступление |

#### Троеборье
| Соревнование                                                             | Спортсмены | Манежная езда | Манежная езда | Кросс     | Кросс                | Конкур               | Конкур                | Финальный конкур      | Финальный конкур     | Всего                | Всего |
| Соревнование                                                             | Спортсмены | Результат     | Место         | Результат | Место                | Результат            | Место                 | Результат             | Место                | Результат            | Место |
| ------------------------------------------------------------------------ | ---------- | ------------- | ------------- | --------- | -------------------- | -------------------- | --------------------- | --------------------- | -------------------- | -------------------- | ----- |
| Индивид.                                                                 |            |               |               |           |                      |                      |                       |                       |                      |                      |       |
| Карл Буккерт на Mensa                                                    | 53.00      | 45            | Выбыл         | Выбыл     | Завершил выступление | Завершил выступление | Завершил выступление  | Завершил выступление  | Завершил выступление | Завершил выступление |       |
| Вирджиния Колье на Nepal du Sudre                                        | 48.30      | 30            | 21.20         | 36        | 9.00                 | 34                   | Завершила выступление | Завершила выступление | 78.50                | 34                   |       |
| Карин Донкерс на Gazelle de la Brasserie                                 | 40.00      | 7             | 11.60         | 18        | 4.00                 | 18                   | 6.00                  | 15                    | 61.60                | 15                   |       |
| Марк Риготс на Dunkas                                                    | 50.70      | 36            | 56.80         | 51        | Снялся               | Снялся               | Завершил выступление  | Завершил выступление  | Завершил выступление | Завершил выступление |       |
| Йорис Ваншпрингель на Lully des Aulnes                                   | 51.90      | 41            | 12.80         | 34        | Снялся               | Снялся               | Завершил выступление  | Завершил выступление  | Завершил выступление | Завершил выступление |       |
| Команды                                                                  |            |               |               |           |                      |                      |                       |                       |                      |                      |       |
| Карл Букерт Вирджиния Колье Карин Донкерс Марк Риготс Йорис Ваншпрингель | 139.00     | 8             | 46.80         | 8         | 948.30               | 10                   |                       |                       | 1134.10              | 10                   |       |

#### Конкур
В каждом из раундов спортсменам необходимо было пройти дистанцию с разным количеством препятствий и разным лимитом времени. За каждое сбитое препятствие спортсмену начислялось 4 штрафных балла, за превышение лимита времени 1 штрафное очко (за каждые 5 секунд). В финал личного первенства могло пройти только три спортсмена от одной страны. В зачёт командных соревнований шли три лучших результата, показанные спортсменами во время личного первенства.
| Соревнование              | Спортсмены                                               | Квалификация | Квалификация | Квалификация | Квалификация | Квалификация | Квалификация          | Квалификация          | Квалификация         | Финал                | Финал                | Финал                | Финал                | Финал |
| Соревнование              | Спортсмены                                               | 1 раунд      | 1 раунд      | 2 раунд      | Всего        | Всего        | 3 раунд               | Всего                 | Всего                | Финал A              | Финал A              | Финал B              | Всего                | Всего |
| Соревнование              | Спортсмены                                               | Штраф        | Место        | Штраф        | Штраф        | Место        | Штраф                 | Штраф                 | Место                | Штраф                | Место                | Штраф                | Штраф                | Место |
| ------------------------- | -------------------------------------------------------- | ------------ | ------------ | ------------ | ------------ | ------------ | --------------------- | --------------------- | -------------------- | -------------------- | -------------------- | -------------------- | -------------------- | ----- |
| Индивидуальное первенство | Йос Лансинк на Valentina Van 't Heike                    | 0            | 1 (Q)        | 4            | 4            | 17 (Q)       | 4                     | 8                     | 11 (Q)               | 8                    | 23                   | Завершил выступление | Завершил выступление | 23    |
| Индивидуальное первенство | Дирк Демерсман на Bufero van Het Panishof                | 0            | 1 (Q)        | 8            | 8            | 31 (Q)       | 12                    | 20                    | 38 (Q)               | 9                    | 26                   | Завершил выступление | Завершил выступление | 26    |
| Индивидуальное первенство | Грегори Вателет на Cadjanne Z                            | 4            | 42 (Q)       | 4            | 8            | 31 (Q)       | 4                     | 12                    | 26 (Q)               | 12                   | 29                   | Завершил выступление | Завершил выступление | 29    |
| Индивидуальное первенство | Филипп Ле Жён на Vigo d’Arsouilles                       | 0            | 1 (Q)        | 8            | 8            | 31 (Q)       | DNS                   | Завершил выступление  | Завершил выступление | Завершил выступление | Завершил выступление | Завершил выступление | Завершил выступление | 46    |
| Командное первенство      | Йос Лансинк Дирк Демерсман Грегори Вателет Филипп Ле Жён |              |              | 4 8 4 8      | 16           | 13           | Завершили выступление | Завершили выступление |                      |                      |                      |                      |                      | 13    |

### Лёгкая атлетика
Спортсменов — 16
Мужчины
| Дисциплина  | Спортсмен                                                             | Предварительный раунд | Предварительный раунд | Четвертьфиналы | Четвертьфиналы | Полуфиналы | Полуфиналы | Финал                | Финал                |
| Дисциплина  | Спортсмен                                                             | Результат             | Место                 | Результат      | Место          | Результат  | Место      | Результат            | Место                |
| ----------- | --------------------------------------------------------------------- | --------------------- | --------------------- | -------------- | -------------- | ---------- | ---------- | -------------------- | -------------------- |
| 400 м       | Джонатан Борле                                                        | 44,43 NR              | 1                     |                |                | 44,99      | 3          | 44,83                | 6                    |
| 400 м       | Кевин Борле                                                           | 45,14                 | 1                     |                |                | 44,84      | 2          | 44,81                | 5                    |
| 110 м с/б   | Адриан Дегхельт                                                       | 13,52 PB              | 3                     |                |                | 13,42 PB   | 4          | Завершил выступление | Завершил выступление |
| 400 м с/б   | Михаэль Бёльтхель                                                     | 49,18 PB              | 6                     |                |                | 49,10 PB   | 6          | Завершил выступление | Завершил выступление |
| 4×400 м     | Джонатан Борле Кевин Борле Михаэль Бёльтхель Нильс Дюринк Антуан Жиль | 3:01,70               | 4                     |                |                |            |            | 3:01,83              | 6                    |
| десятиборье | Ханс ван Алфен                                                        |                       |                       |                |                |            |            | 8447                 | 4                    |

Женщины
| Дисциплина      | Спортсмен           | Предварительный раунд | Предварительный раунд | Четвертьфиналы | Четвертьфиналы | Полуфиналы | Полуфиналы | Финал                 | Финал                 |
| Дисциплина      | Спортсмен           | Результат             | Место                 | Результат      | Место          | Результат  | Место      | Результат             | Место                 |
| --------------- | ------------------- | --------------------- | --------------------- | -------------- | -------------- | ---------- | ---------- | --------------------- | --------------------- |
| 5 000 м         | Альменш Белет       | 15:10,24              | 11                    |                |                |            |            | Завершила выступление | Завершила выступление |
| 100 м с/б       | Анне Загре          | 13,04                 | 4                     |                |                | 12,94      | 6          | Завершила выступление | Завершила выступление |
| 100 м с/б       | Элин Берингс        | 13,46                 | 2                     |                |                | 13,46      | 7          | Завершила выступление | Завершила выступление |
| 400 м с/б       | Элоди Уэдраого      | 55,89                 | 4                     |                |                | 55,20 PB   | 4          | Завершила выступление | Завершила выступление |
| тройной прыжок  | Светлана Большакова | 13.84                 | 21                    |                |                |            |            | Завершила выступление | Завершила выступление |
| прыжки в высоту | Тиа Хеллебаут       | 1.93                  | =2                    |                |                |            |            | 1.97                  | 5                     |
| семиборье       | Сара Артс           |                       |                       |                |                |            |            | DNF                   | DNF                   |

### Настольный теннис
Спортсменов — 1
Соревнования по настольному теннису проходили по системе плей-офф. Каждый матч продолжался до тех пор, пока один из теннисистов не выигрывал 4 партии. Сильнейшие 16 спортсменов начинали соревнования с третьего раунда, следующие 16 по рейтингу теннисиста стартовали со второго раунда.
Мужчины
| Соревнование     | Спортсмены          | Предварительный раунд | Первый раунд                 | Второй раунд                | Третий раунд         | 1/8 финала           | Четвертьфинал        | Полуфинал            | Финал                | Место |
| Соревнование     | Спортсмены          | Соперник Результат    | Соперник Результат           | Соперник Результат          | Соперник Результат   | Соперник Результат   | Соперник Результат   | Соперник Результат   | Соперник Результат   | Место |
| ---------------- | ------------------- | --------------------- | ---------------------------- | --------------------------- | -------------------- | -------------------- | -------------------- | -------------------- | -------------------- | ----- |
| Одиночный разряд | Жан-Мишель Сев (38) | Не участвовал         | М. Йевтович (SRB) (50) В 4:1 | К. Креанга (GRE) (29) П 1:4 | Завершил выступление | Завершил выступление | Завершил выступление | Завершил выступление | Завершил выступление | 33    |

### Парусный спорт
Спортсменов — 3
Мужчины
| Соревнование | Спортсмен      | Гонка | Гонка | Гонка | Гонка | Гонка | Гонка | Гонка | Гонка | Гонка | Гонка | Гонка | Очки | Место |
| Соревнование | Спортсмен      | 1     | 2     | 3     | 4     | 5     | 6     | 7     | 8     | 9     | 10    | M*    | Очки | Место |
| ------------ | -------------- | ----- | ----- | ----- | ----- | ----- | ----- | ----- | ----- | ----- | ----- | ----- | ---- | ----- |
| Лазер        | Ваннес ван Лар | 19    | 26    | 29    | 26    | 30    | 38    | 32    | 50    | 42    | 36    | EL    | 276  | 34    |

Женщины
| Соревнование | Спортсменка     | Гонка | Гонка | Гонка | Гонка | Гонка | Гонка | Гонка | Гонка | Гонка | Гонка | Гонка | Очки | Место  |
| Соревнование | Спортсменка     | 1     | 2     | 3     | 4     | 5     | 6     | 7     | 8     | 9     | 10    | M*    | Очки | Место  |
| ------------ | --------------- | ----- | ----- | ----- | ----- | ----- | ----- | ----- | ----- | ----- | ----- | ----- | ---- | ------ |
| RS:X         | Сигрид Ронделес | 18    | 21    | 19    | 27    | 15    | 13    | 14    | 14    | 17    | 19    | EL    | 150  | 17     |
| Лазер-Радиал | Эви ван Аккер   | 3     | 2     | 3     | 8     | 1     | 5     | 8     | 1     | 8     | 3     | 6     | 40   | Бронза |

### Стрельба
Спортсменов — 1
Мужчины
| Соревнование        | Спортсмен    | Квалификация | Квалификация | Финал | Финал   |
| Соревнование        | Спортсмен    | Очки         | Место        | Очки  | Место   |
| ------------------- | ------------ | ------------ | ------------ | ----- | ------- |
| Винтовка лёжа, 50 м | Лионель Кокс | 599          | 2            | 701.2 | Серебро |

### Теннис
Спортсменов — 5
Мужчины
| Соревнование     | Спортсмен    | 1-й раунд             | 2-й раунд                       | 3-й раунд                 | Четвертьфинал        | Полуфинал            | Финал                | Финал                |
| Соревнование     | Спортсмен    | Соперник Счёт         | Соперник Счёт                   | Соперник Счёт             | Соперник Счёт        | Соперник Счёт        | Соперник Счёт        | Место                |
| ---------------- | ------------ | --------------------- | ------------------------------- | ------------------------- | -------------------- | -------------------- | -------------------- | -------------------- |
| одиночный разряд | Стив Дарси   | Томаш Бердых 6:4, 6:4 | Сантьяго Хиральдо 6:7, 6:4, 6:4 | Николас Альмагро 5:7, 3:6 | Завершил выступление | Завершил выступление | Завершил выступление | Завершил выступление |
| одиночный разряд | Давид Гоффен | Хуан Монако 4:6, 1:6  | Завершил выступление            | Завершил выступление      | Завершил выступление | Завершил выступление | Завершил выступление | Завершил выступление |
| одиночный разряд | Оливье Рохус | Джон Изнер 6:7, 4:6   | Завершил выступление            | Завершил выступление      | Завершил выступление | Завершил выступление | Завершил выступление | Завершил выступление |

Женщины
| Соревнование     | Спортсмен      | 1-й раунд                             | 2-й раунд                       | 3-й раунд             | Четвертьфинал           | Полуфинал             | Финал                 | Финал                 |
| Соревнование     | Спортсмен      | Соперник Счёт                         | Соперник Счёт                   | Соперник Счёт         | Соперник Счёт           | Соперник Счёт         | Соперник Счёт         | Место                 |
| ---------------- | -------------- | ------------------------------------- | ------------------------------- | --------------------- | ----------------------- | --------------------- | --------------------- | --------------------- |
| одиночный разряд | Ким Клийстерс  | Роберта Винчи 6:1, 6:4                | Карла Суарес Наварро 6:3, 6:3   | Ана Иванович 6:3, 6:4 | Мария Шарапова 2:6, 5:7 | Завершила выступление | Завершила выступление | Завершила выступление |
| одиночный разряд | Янина Викмайер | Анабель Медина Гарригес 6:2, 4:6, 7:5 | Каролина Возняцки 4:6, 6:3, 3:6 | Завершила выступление | Завершила выступление   | Завершила выступление | Завершила выступление | Завершила выступление |

### Триатлон
Спортсменов — 2
Мужчины
| Соревнование | Спортсмен       | Плавание | Велоспорт | Бег   | Всего   | Место |
| ------------ | --------------- | -------- | --------- | ----- | ------- | ----- |
| триатлон     | Симон де Кёйпер | 17:58    | 59:45     | 31:10 | 1:50:00 | 26    |

Женщины
| Соревнование | Спортсмен        | Плавание | Велоспорт | Бег   | Всего   | Место |
| ------------ | ---------------- | -------- | --------- | ----- | ------- | ----- |
| триатлон     | Катрин Верстойфт | 19:43    | 1:07:30   | 35:40 | 2:03:38 | 28    |

### Тяжёлая атлетика
Спортсменов — 1
Мужчины
| Категория | Спортсмен   | Вес   | Рывок | Рывок | Рывок | Толчок | Толчок | Толчок | Всего | Место |
| Категория | Спортсмен   | Вес   | 1     | 2     | 3     | 1      | 2      | 3      | Всего | Место |
| --------- | ----------- | ----- | ----- | ----- | ----- | ------ | ------ | ------ | ----- | ----- |
| до 56 кг  | Том Гугебюр | 55.88 | 111   | 115   | 117   | 132    | 137    | 138    | 247   | 12    |

### Хоккей на траве
Мужчины
Состав команды
Результаты
Группа B
| Место | Команда          | И | В | Н | П | ГЗ | ГП | +/- | Очки |
| ----- | ---------------- | - | - | - | - | -- | -- | --- | ---- |
| 1     | Нидерланды       | 5 | 5 | 0 | 0 | 18 | 7  | +11 | 15   |
| 2     | Германия         | 5 | 3 | 1 | 1 | 14 | 11 | +3  | 10   |
| 3     | Бельгия          | 5 | 2 | 1 | 2 | 8  | 7  | +1  | 7    |
| 4     | Республика Корея | 5 | 2 | 0 | 3 | 9  | 8  | +1  | 6    |
| 5     | Новая Зеландия   | 5 | 1 | 2 | 2 | 10 | 14 | −4  | 5    |
| 6     | Индия            | 5 | 0 | 0 | 5 | 6  | 18 | −12 | 0    |

| 30 июля 2012 21:15 (UTC+1)              | \| Германия \| 2:1 (1:1) Отчёт \| Бельгия \| \| Флориан Фукс 13' · Кристофер Целлер 45' \| Голы \| Жером Декейсер 4' \| | Лондон Ривербанк Арена Судья: Колин Хатчинсон Марсело Серветто |
| Германия                                | 2:1 (1:1) Отчёт | Бельгия                                                        |
| Флориан Фукс 13' · Кристофер Целлер 45' | Голы | Жером Декейсер 4'                                              |

| 1 августа 2012 10:45 (UTC+1) | \| Бельгия \| 1:3 (0:0) Отчёт \| Нидерланды \| \| Жером Декейсер 58' \| Голы \| Минк ван дер Верден 43', 62' · Боб де Вогд 70' \| | Лондон Ривербанк Арена Судья: Хэмиш Джеймсон Гэри Симмондс |
| Бельгия                      | 1:3 (0:0) Отчёт | Нидерланды                                                 |
| Жером Декейсер 58'           | Голы | Минк ван дер Верден 43', 62' · Боб де Вогд 70'             |

| 3 августа 2012 21:15 (UTC+1)    | \| Бельгия \| 2:1 (0:0) Отчёт \| Республика Корея \| \| Том Бон 37' · Седрик Шарлье 61' \| Голы \| Нам Хён У 46' \| | Лондон Ривербанк Арена Судья: Дэвид Джентлс Найджел Игго |
| Бельгия                         | 2:1 (0:0) Отчёт | Республика Корея                                         |
| Том Бон 37' · Седрик Шарлье 61' | Голы | Нам Хён У 46'                                            |

| 5 августа 2012 21:15 (UTC+1) | \| Новая Зеландия \| 1:1 (0:0) Отчёт \| Бельгия \| \| Ник Уилсон 54' \| Голы \| Том Бон 48' \| | Лондон Ривербанк Арена Судья: Херман Монтес де Оса Роэль ван Эрт |
| Новая Зеландия               | 1:1 (0:0) Отчёт                                                                                | Бельгия                                                          |
| Ник Уилсон 54'               | Голы                                                                                           | Том Бон 48'                                                      |

| 7 августа 2012 16:00 (UTC+1) | \| Индия \| 0:3 (0:1) Отчёт \| Бельгия \| \| \| Голы \| Жером Декейсер 15' · Готье Боккар 47' · Том Бон 67' \| | Лондон Ривербанк Арена Судья: Ким Хун Рэ Найджел Игго |
| Индия                        | 0:3 (0:1) Отчёт                                                                                                | Бельгия                                               |
|                              | Голы | Жером Декейсер 15' · Готье Боккар 47' · Том Бон 67'   |

Матч за 5-е место
| 11 августа 2012 11:30 (UTC+1)       | \| Испания \| 2:5 (1:4) Отчёт \| Бельгия \| \| Рамон Алегре 19' · Эдуард Тубау 61' \| Голы \| Жером Декейсер 3' · Том Бон 21', 32' · Флорен ван Обель 24' · Томас Бриэльс 52' \| | Лондон Ривербанк Арена Судья: Роэль ван Эрт Колин Хатчинсон                     |
| Испания                             | 2:5 (1:4) Отчёт | Бельгия                                                                         |
| Рамон Алегре 19' · Эдуард Тубау 61' | Голы | Жером Декейсер 3' · Том Бон 21', 32' · Флорен ван Обель 24' · Томас Бриэльс 52' |

Женщины
Состав команды
Результаты
Группа A
| Место | Команда          | И | В | Н | П | ГЗ | ГП | +/- | Очки |
| ----- | ---------------- | - | - | - | - | -- | -- | --- | ---- |
| 1     | Нидерланды       | 5 | 5 | 0 | 0 | 12 | 5  | +7  | 15   |
| 2     | Великобритания   | 5 | 3 | 0 | 2 | 14 | 7  | +7  | 9    |
| 3     | Китай            | 5 | 2 | 1 | 2 | 6  | 3  | +3  | 7    |
| 4     | Республика Корея | 5 | 2 | 0 | 3 | 9  | 13 | −4  | 6    |
| 5     | Япония           | 5 | 1 | 1 | 3 | 4  | 9  | −5  | 4    |
| 6     | Бельгия          | 5 | 0 | 2 | 3 | 2  | 10 | −8  | 2    |